# Kropp
Kropp település Németországban, Schleswig-Holstein tartományban. Lakosainak száma 6709 fő (2023. december 31.).

## Népesség
A település népességének változása:
| Lakosok száma | 4758 | 6576 | 6612 | 6600 | 6692 | 6709 |
|               | 1975 | 2017 | 2019 | 2021 | 2022 | 2023 |